# Byteclub
Die Byteclub GmbH ist eine IT-Unternehmensgruppe mit Hauptsitz in Hamburg, die im Januar 2017 als Fusion zwischen der Telcoland GmbH und der Comspot GmbH gegründet wurde.
Der Fokus der Unternehmensgruppe liegt auf den fünf Bereichen Commerce, IT-Solutions, IT-Network, Consulting, Support und Reparaturen.

## Geschichte
Die beiden Unternehmen Telcoland GmbH und Comspot GmbH bestanden unabhängig voneinander schon seit über 20 Jahren. Obwohl beide als offizielle Apple Premium Reseller Konkurrenten waren, pflegten die beiden Inhaber Mathias Harms (Telcoland) und Michael Hencke (Comspot) stets einen guten Kontakt zueinander. 2017 fusionierten die beiden Unternehmen. Die Unternehmensgruppe hatte zu diesem Zeitpunkt sechs Marken (Attend IT-Service, Comspot, CPN, Gesellschaft für digitale Bildung (GfdB), Smart Support, Telcoland Mobilfunk) und etwa 360 Mitarbeiter an 45 Standorten. In den Jahren nach der Gründung kamen die Marken Shifter, Desk7, Comspot-Repair, Deqster und Flötotto Learning Spaces (FLS) hinzu.
Seit August 2022 ist die Education-Sparte des Byteclub (sie umfasste die Unternehmen GfdB, Institut für moderne Bildung (IfmB) und Deqster) Teil der kanadischen Unternehmensgruppe Converge Technology Solutions Corp. Außerdem sollen die drei Firmen zukünftig im Verbund mit den IT-Unternehmen Rednet und Visucom arbeiten.

## Marken
Unter der Dachgesellschaft Byteclub GmbH agieren derzeit neun Eigenmarken, die auf unterschiedliche Geschäftsbereiche und Zielgruppen auf dem IT-Sektor spezialisiert sind:
- Die Comspot GmbH ist mit 11 eigenen Stores und 6 Stores in der Comspot-Group einer der größten Apple Premium Reseller bzw. Apple Service Provider Deutschlands. Neben dem stationären B2C-Handel betreibt die Comspot GmbH einen B2C-Onlineshop.[5]
- Die Desk7 GmbH ist Systemintegrator und Serviceprovider, der sich für seine Kunden um Themen wie Apple Business Integration, Cloud, Next Gen Security, Netzwerke sowie VOIP kümmert.[6]
- Die Comspot-Repair GmbH bietet Reparaturservices an.[7]
- Die Smart Support GmbH ist Servicepartner für Unternehmen, die Reparaturdienstleistungen anbieten möchten.[8]
- Die Telcoland Mobilfunk GmbH betreibt 8 Vodafone Professional Stores in Hamburg und Schleswig-Holstein.[9]
- CPN steht für Cooperation, Partnership & Network. Dahinter steht die Firma CPN Cooperation Network GmbH, die das CPN Netzwerk, einen Zusammenschluss aus Systemhäusern, IT-Fachhändlern und Selbstständigen, betreibt. Der Fokus liegt darauf, durch Rahmenverhandlungen bessere Bedingungen für die CPN-Mitglieder auf ihren jeweiligen Märkten zu erzielen.[10]
- Shifter ist ein reiner Onlineshop für Consumer Electronics von Herstellern.[11]
- Die Flötotto Learning Spaces GmbH, kurz FLS, fokussiert den Bereich der Schulausstattung.[12]
- Die Attend IT-Service GmbH ist spezialisiert auf die Entwicklung von Datenbanken und Schnittstellen auf Basis von FileMakerPro. Zudem liegt der Fokus auch auf IT-Infrastruktur und -Lösungen für Kleinunternehmen und Konzerne.[13]

Für kleine und mittelständische Unternehmen hat der Byteclub das webbasierte Service- und Reparaturportal Service Port entwickelt.